# Capela de São Pedro de Alcube
A Capela de São Pedro de Alcube é uma capela localizada em Aldeia Grande, na atual freguesia de Setúbal (São Julião, Nossa Senhora da Anunciada e Santa Maria da Graça), no município de Setúbal, em Portugal.
A capela já existia no ano de 1596. Pertenceu à freguesia de Nossa Senhora da Ajuda, tendo sido, com a extinção desta, integrada na freguesia de Nossa Senhora da Anunciada.
Tendo o terramoto de 1755 arruinado a igreja paroquial da freguesia de Nossa Senhora da Ajuda, a capela de São Pedro de Alcube foi igreja paroquial desta freguesia nos anos de 1755 e 1756.
Foi prior desta capela e freguesia, nos anos de 1655 e 1656, o padre António da Costa Cordovil, freire conventual da Ordem de Santiago, doutor em Teologia, autor de sermões notáveis, falecido em 1679 no Convento da Arrábida.
Anualmente realizam-se aqui as festas de S. Pedro de Alcube - Aldeia Grande, que coincidem com os festejos dos Santos Populares (São Pedro).